# Гутин, Юрий Анатольевич
Юрий Анатольевич Гутин (28 августа 1928, Белая Криница — 17 марта 2013, Москва) — советский и российский сценарист.

## Биография
Родился 28 августа 1928 года в сельскохозяйственной коммуне Вейсбруннен (Белый Колодец) Херсонской области УССР. Спустя несколько лет после рождения переехал в РСФСР и в 1945 году поступил в Высшее военно-морское училище имени С. М. Кирова, который окончил в 1950 году, а в 1956 году поступил в Литературный институт имени А. М. Горького, который окончил в 1961 году, а также вдобавок в 1962 году окончил Высшие сценарные курсы. Начиная с 1963 года писал сценарии для радиоспектаклей и театральных спектаклей.

## Фильмография

### Инсциниатор
- 1964 — Дамский мастер

### Редактор
- 1974 — Бывает и так
- 1976 — Сергей Левашов
- 1977 — Испытание
- 1988 —
  - Женька
  - Ловушка
- ??? — Такси для мистера Бари

### Сценарист
- 1963 — Бухта Елены